# Codăești
Codăești là một xã thuộc hạt Vaslui, România. Dân số thời điểm năm 2002 là 4810 người.